# Longastrino
Longastrino is een plaats (frazione) in de Italiaanse gemeente Argenta.